# Quogue
Quogue – wieś w USA, w hrabstwie Suffolk w stanie Nowy Jork na południowym wybrzeżu Long Island.
Jego powierzchnia wynosi 17,2 km² z czego 10,9 km² stanowi ląd a 6,3 km² to woda.
93% mieszkańców to ludność rasy białej, 4,42% Afroamerykanie, 0,49% rdzenni Amerykanie, 0,4% Azjaci, 0,2% to inne rasy.